# Kim Eric Drexler
Kim Eric Drexler (25 d'abril de 1955) és un enginyer estatunidenc, sovint anomenat el «fundador de la nanotecnologia».

## Biografia
Eric Drexler va introduir el concepte de nanotecnologia en un article publicat l'any 1981 a la revista Proceedings of the National Academy of Sciences, segons establia els principis fonamentals de l'enginyeria molecular i subratllava el desenvolupament de nous camins per a nanotecnologies més avançades. Al seu llibre Engines of Creation, The Coming Era of Nanotechnology (1986), va introduir els lectors a un nou objectiu fonamental tecnològic: l'ús de màquines capaces de treballar a escala molecular. La investigació de Drexler en aquest camp ha esdevingut la base de nombrosos articles periodístics i una nova anàlisi basada en la física de nanosistemes; Molecular Machinery, Manufacturing, and Computation. A les seves publicacions i xerrades, el Dr. Drexler descriu la implementació i l'aplicació de les nanotecnologies avançades i mostra com poden ser útils per a resoldre problemes a gran escala, com per exemple l'escalfament global. Resideix a Oxford, al Regne Unit, juntament amb la seva esposa, Rosa Wang.

## Premis i reconeixements
El doctor Drexler va ser guardonat amb el doctorat en Nanotecnologia molecular pel Massachusetts Institute of Technology.